# بنكت (كورنوال)
بنكت (بالإنجليزية: Bennacott)‏ هي قرية تقع في المملكة المتحدة في كورنوال.